# Релігія в Чехії

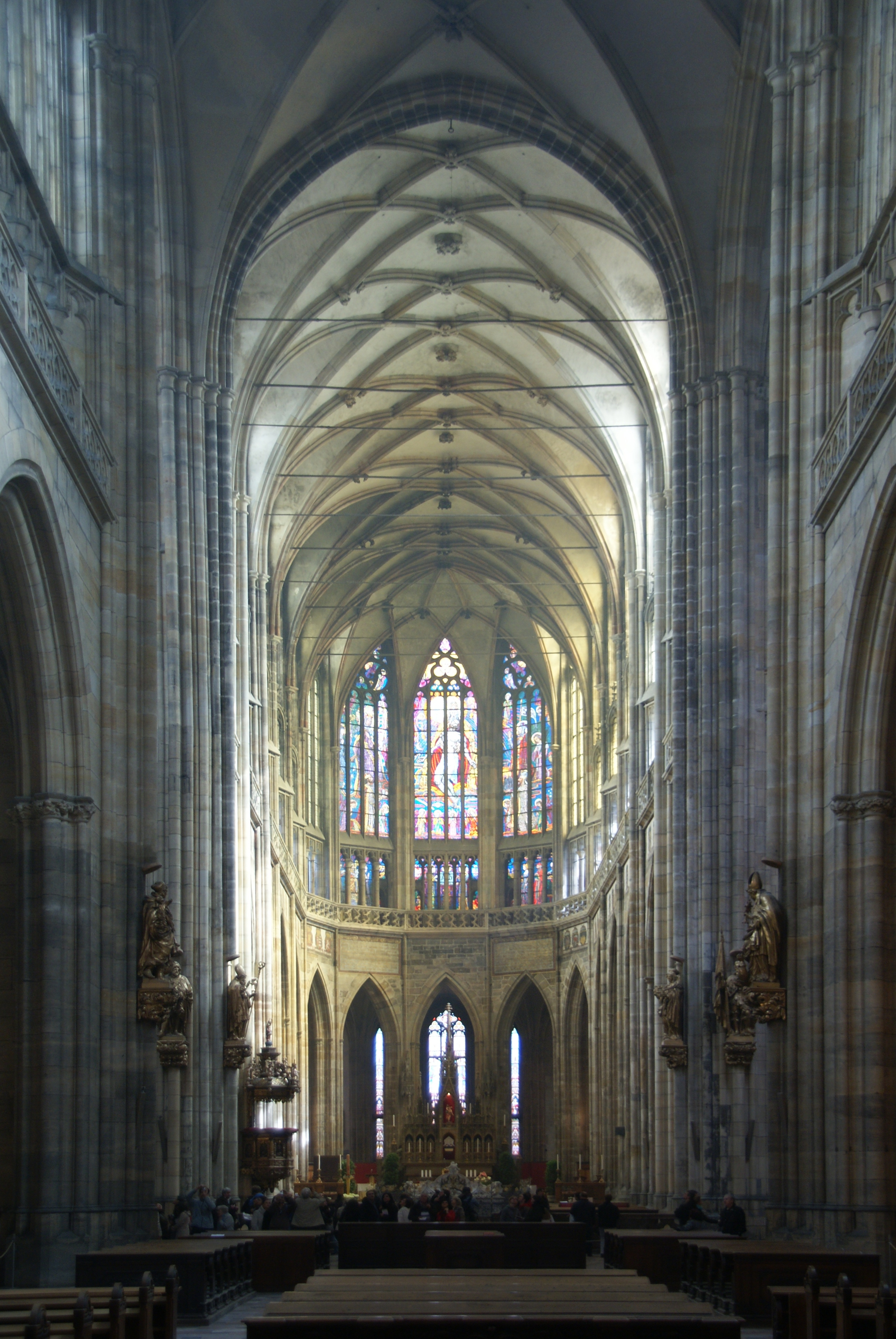
Собор Святого Віта - усипальня королів Богемії

До першої половини XX століття в Чехії традиційно переважало християнство (перед усім католицизм). На сьогодні відсоток вірян в Чехії суттєво знизився, й тепер це одна з найменш віруючих країн світу. За період 1991—2011 рр. число католиків скоротилось від 40 % до 10 %, протестантів від 3,7 % до 0,8 %; 34,2 % населення за переписом 2011 р. заявило, що не має релігії, і ще 45,2 % не стали відповідати на відповідне питання.

## Історія релігії в Чехії
Християнство прийшло в Чехію наприкінці X — на початку XI століття разом з німцями та латиницею. До соціалізму в країні 95% населення були католиками. Після соціалізму католиків стало 26%.
2012 року Правління Чехії ухвалило рішення щодо виділення церковним структурам 59 млрд крон (3 млрд доларів або 2,3 мільярда євро) як компенсацію за націоналізацію комуністичним режимом церковного майна. Крім того, вирішено повернути конфісковане майно на суму ще в 75 млрд крон (менш ніж 4 млрд доларів або близько 3 мільярдів євро). Релігійні організації можуть розраховувати на повернення 30 тис. гектарів сільськогосподарських земель, 900 будівель, 120 житлових будинків, трьох монастирів, трьох замків та кількох сотень озер. Виплати планують робити протягом 17 років, а після завершення перехідного періоду, державна дотація церковних структур до 2030 року припиниться. Після гострих дебатів, рішення ухвалив парламент Чехії. Представники Баптистської церкви заявили, що відмовляться від компенсації.

## Правовий статус релігійних організацій
2002 року був прийнятий закон про статус релігійних організацій в Чехії. Усі вони були розділені на дві групи — традиційні (26 організацій, котрі мають "спеціальні права" і отримують кошти з бюджету на ремонт будівель та заробітні платні духовенству приблизно 90 млн доларів на рік на початку 2010-х років) і інші. Для реєстрації нового релігійного об'єднання з 2002 року необхідна наявність не менш 300 вірян. Нове релігійне об'єднання може отримати статус традиційного (і "спеціальні права"), якщо його послідовники становлять не менше 0,1% населення Чехії та воно пропрацює в країні не менше 10 років з дати реєстрації, а також стане публікувати щорічні фінансові звіти. Церковний шлюб визнається державою.

## Чисельність вірянин в сучасній Чехії
Згідно з переписом, проведеним в 2011 році, 34,5% громадяни Чехії не відносять себе до якої-небудь релігії або церкви. На опитування, котре було проведено у 2005 році, 19% опитуваних повідомили, що вірять в Бога, 50% вірять в деяку природну або духовну силу, та 30% не вірять ні в що з цього. Більшість всього вірян в Моравії, трохи менше на сході та півдні Чехії. Найбільший процент атеїстів у великих містах, особливо в Північній Чехії. Існує тенденція до росту числа атеїстів.

### Християнство в Чехії
Найбільше число вірян —  католики (10,4% населення). Серед них немала кількість греко-католиків, католики візантійського обряду, котрі об'єднані в греко-католицький апостольський екзархат Чехії, національний склад греко-католиків в основному словаки та українці. В чеському загалу послаблені, в першу чергу, позиції Католицької церкви.
Наступна за чисельністю група — протестанти (0,8% населення). Є також прибічники відокремленої від Ватикану в 1920 році Чеської реформаторської церкви. Існують також християнські громади інших конфесій, найбільша з котрих - Гуситська церква, котра утворилась як самостійна церква після розриву з Римсько-Католицькою церквою в 1920 році. Чеська Апостольська Церква нараховує 7 тис. вірян. Серед інших протестантських груп варто назвати адвентистів, моравських братів, методистів та баптистів (баптистів — більше ніж 3 тис. вірян).

За переписом 2011 року в Чехії було 20 533 православних (0,2% населення). Православна Церква Чеських земель та Словаччини є автокефальною, та складається з 4 єпархій (з них 2 в Чехії з 78 парафіями за станом на 2007 рік).

Частка релігійних осіб
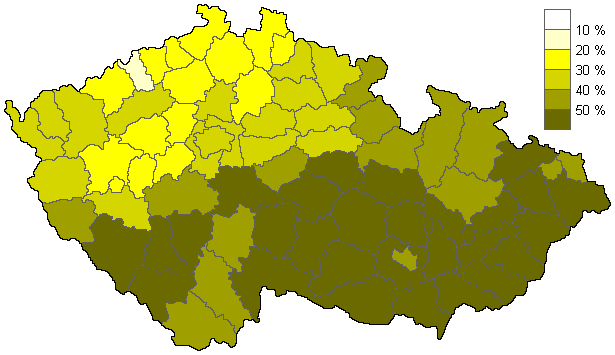
Перепис 1991 р.
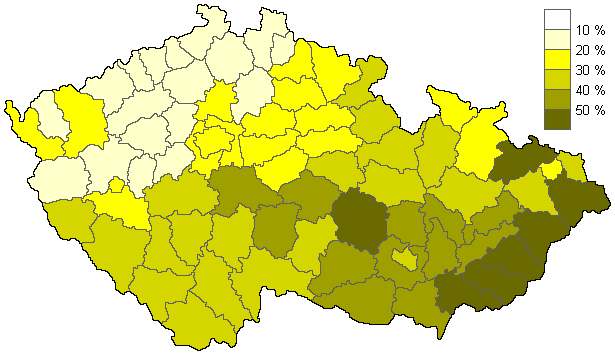
Перепис 2001 р.
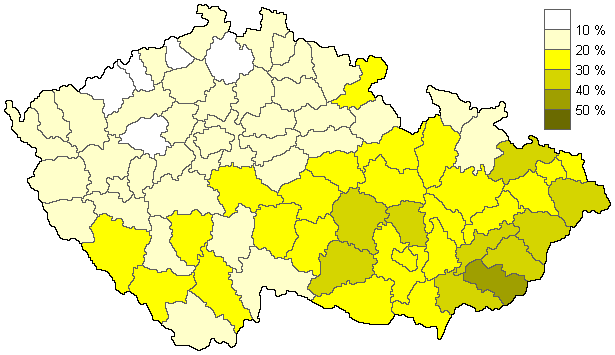
Перепис 2011 р.

## Див.також
- Чехія
- Історія Чехії
- Богемське повстання
- Розстріл на Староміській площі[en]